# Gollania clarescens
Gollania clarescens är en bladmossart som beskrevs av Brotherus 1908. Gollania clarescens ingår i släktet Gollania och familjen Hypnaceae. Inga underarter finns listade i Catalogue of Life.